# Poel (Dollard)
Poel was een kerkdorp dat volgens overleveringen verdronken is in de Dollard. In een register van verdronken parochies van omstreeks 1475 wordt dit dorp genoemd tussen Weenermoor en Boen. Over welk dorp het gaat, is echter onduidelijk.

## Palmar
De meeste onderzoekers gaan er - in navolging van Stratingh en Venema - van uit dat het klooster Palmar wordt bedoeld. Dit strookt echter niet met de plaats in de lijst. Ook ontbreekt de gebruikelijke aanduiding conventus. Bovendien was het klooster al in 1447 ontruimd.

## Püttenbollen
Oude Oost-Friese onderzoekers hebben gewezen op het moerassige natuurgebied Püttenbollen te Weener-Holthusen, waar sagen over een verdronken stad Jelis, Jalys of Weene(n) de ronde deden. Dit gebied werd ook wel to Pol (1609), in die Büllen (1673) of Putten Bollen (18e eeuw) genoemd. Volgens een zestiende-eeuwse sage zou de bewoning van Weenermoor zich aanvankelijk hebben uitgestrekt tot vlak bij Stapelmoor. De bewoners leefden echter in zonde en werden daarvoor gestraft. Een deel van hen zou via de hoogte van Jeltsgast naar Bunde zijn gevlucht, de overigen hadden zich eerst in Holthusen gevestigd en hadden daarna een nieuwe stad Weener aan de Eems gesticht. Het noordeinde van Holthusen had hierdoor de naam thor Statt of t Stadt Ende gekregen. Ook Ubbo Emmius vermeldde het meertje stagnum Weneranum met de nederzetting Stadium en Jeltsgastum, op zijn kaart uit 1595 afgebeeld als Stadt en Jellisgaste. Nog in 1781 moeten de omwonenden 's winters per schip daß Meer bey Wehnigerbrog naar Weener worden gebracht. Om dit schip te kunnen onderhouden, ontving de veerman van iedere huis te Weenermoor een kwart maat haver. Mogelijk was hier wel een verdronken nederzetting te vinden. Hedendaagse onderzoekers betwijfelen dit echter en stellen dat dorpen als Bunderhee, Holthusen en Stapelmoor van het begin af aan op de huidige locaties hebben gelegen.

## Stapelmoor
Ook een afleiding van Poel uit Stapelmoor is problematisch. Stapel kan weliswaar post of grenspaal betekenen, waarbij dan verondersteld wordt dat ook poel is afgeleid van pool ('paal'). Dit dorp viel echter onder het bisdom Osnabrück, zodat het niet op de betreffende lijst kan voorkomen.
Welke plaats hier bedoeld is, blijft dus een raadsel.